# Magazyn Familia
Magazyn Familia – miesięcznik o tematyce rodzinnej. Ukazywał się jako czasopismo od kwietnia 2008 roku do lipca/sierpnia 2011 roku. Magazyn w swoim zarysie nawiązywał do jednego z największych tygodników we Włoszech "Famiglia Cristiana". Wydawcą Magazynu Familia była Edycja Świętego Pawła, wydawnictwo będące własnością zgromadzenia zakonnego Towarzystwa Świętego Pawła. Po zamknięciu wydania drukowanego misja pisma od września 2011 r. realizowana jest przez portal internetowy.

## Adresaci
Na podstawie przeprowadzonych badań sondażowych oraz analiz czytelnictwa innych tego typu pism rodzinnych (zwłaszcza włoskich i niemieckich), adresatem miesięcznika była rodzina (jednak z przewagą kobiet) w wieku małżonków 25-50 lat z wykształceniem średnim lub wyższym, o ustabilizowanej sytuacji zawodowej i rodzinnej (stała praca i dochód brutto na małżonka powyżej 1.200 zł miesięcznie), mającą jedno lub więcej dzieci, o różnym stopniu zaangażowania w życie Kościoła lub swojej parafii. Adresatami magazynu były także osoby niewierzące.

## Misja

### Ewangelizacja
W swoim zasadniczym zarysie Magazyn Familia nawiązywał do włoskiego tygodnika Famiglia Cristiana, wydawanego przez zgromadzenie zakonne Towarzystwo Świętego Pawła od grudnia 1931 roku.
Aspekt ewangelizacyjny i promocja wartości chrześcijańskich były istotnymi czynnikami dla wydawcy miesięcznika, który wzorował się na pawłowej zasadzie głoszenia ewangelii tam, gdzie niekoniecznie chce być ona słyszana. W Magazynie Familia redakcja starała się tak dobierać tematykę, aby przemycić wartości ewangeliczne między tekstami na pozór zupełnie świeckimi.
Podstawowymi wartościami, którymi kierowała się redakcja pisma były:
- najwyższa wartość życia od chwili poczęcia aż do naturalnej śmierci;
- umacnianie modelu rodziny, opartego na trwałym związku mężczyzny i kobiety;
- poszanowanie godności każdego człowieka, jego dobrego imienia, prywatności, dóbr osobistych, praw (w tym zwłaszcza domniemania niewinności);
- unikanie języka agresywnego i złośliwego wobec innych, a także pogoni za tanią sensacją;
- unikanie ukazywania jedynie pesymistycznej wizji świata, lecz dodawanie nadziei.

### Rodzina
Magazyn Familia był przeznaczony dla rodziny, zatem wytycznymi treści była formacja (do dobrego i owocnego przeżywania czasu w gronie rodziny) i edukacja (do właściwych relacji w rodzinie i poza nią). Zasadniczą zawartość tworzyły artykuły poświęcone relacjom rodzinnym (m.in. istotne jest świadectwo tzw. gwiazd i ich rodzin) i wychowaniu, a także promujące wartości chrześcijańskie (m.in. umiłowanie osoby, rodziny, ojczyzny - jako droga do umiłowania Boga) i ogólnoludzkie (np. dział Spotkania, w którym ukazywane były bezinteresowne działania, w celu promowania ich w miarę możliwości w każdej rodzinie). Przy podejmowanych tematach redakcja opierała się na historiach wziętych z życia i na ich podstawie podawała propozycje rozwiązania konkretnych problemów rodzinnych.
Z tematyką rodzinną ściśle związany był dział poradnikowy, który był współtworzony przez czytelników i miał pomagać zarówno w organizacji ich codziennego życia rodzinnego, jak również miał ukazywać wartościowe propozycje spędzania wolnego czasu.
Problematyka społeczno-polityczna (zwłaszcza dotycząca bezpośrednio rodziny, np. problem prawa rodzinnego lub sytuacji polskich rodzin za granicą) również znajdowała swoje miejsce w Magazynie Familia.